# Phyllodactylus hispaniolae
Phyllodactylus hispaniolae (листопалий гекон домініканський) — вид геконоподібних ящірок родини Phyllodactylidae. Ендемік Домініканської Республіки.

## Поширення і екологія
Домініканські листопалі гекони поширені на півдні острова Гаїті, від Індепенденсії до Асуа, зокрема в долині Нейба і в передгір'ях масиву Сьєрра-Мартін-Гарсія. Вони живуть в сухих тропічних лісах, серед скельних виступів, на висоті від 9 до 510 м над рівнем моря.

## Збереження
МСОП класифікує цей вид як такий, що перебуває під загрозою зникнення. Домініканські листопалі гекони є рідкісними ящірками, яким загрожує знищення природного середовища.